# Alter Friedhof Oberursel

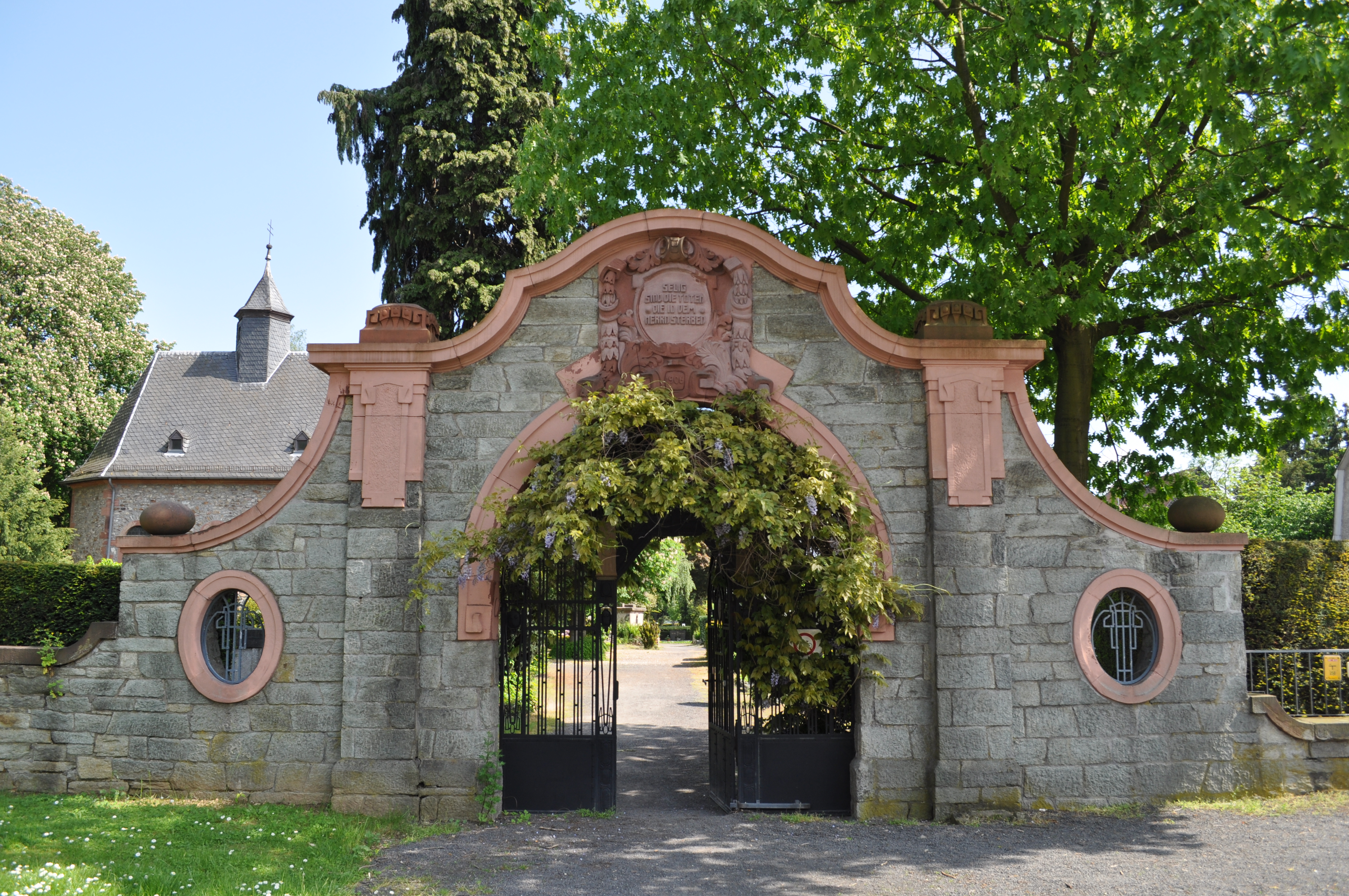
Tor zum alten Friedhof

Der Alte Friedhof Oberursel ist ein Friedhof in Oberursel.

## Lage
Der Friedhof befindet sich zwischen der Frankfurter Landstraße, der Homburger Landstraße, der Geschwister Scholl-Straße und der Bommersheimer Straße und liegt mit einem geringen Anteil in der Gemarkung Bommersheim. Er entstand 1618, als der Kirchhof an der St. Ursula-Kirche zu klein wurde.
Über die Adenauerallee ist der Friedhof an die Kernstadt angeschlossen. Die Haltestelle Bommersheim der U3 liegt in unmittelbarer Nähe des Friedhofs.

## Kreuzkapelle

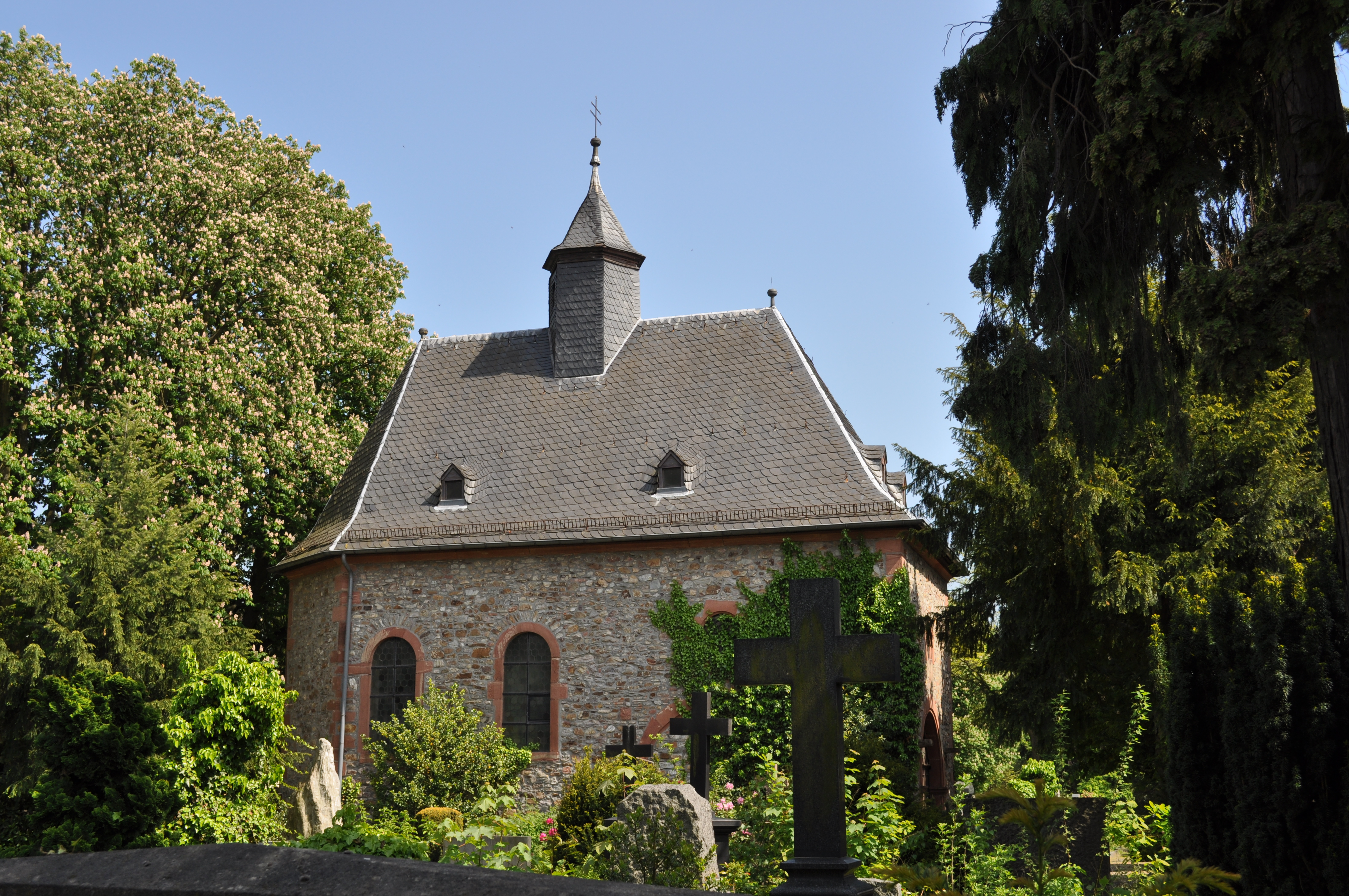
Kreuzkapelle

Die Kapelle zum Heiligen Kreuz stammt aus dem Jahr 1618. Sie wurde als Dank für eine überstandene Pestepidemie als Sühnekapelle erbaut. Sie diente dem Friedhof von Oberursel als katholische Friedhofskapelle. 1718 wurde die Kapelle grundlegend umgebaut und erhielt ihr heutiges Aussehen. Bei dem von Pfarrer Lingmann betriebenen Umbau wurde eine Empore eingebaut und die offene Vorhalle geschlossen. Am Dachreiter ist das Erzbischöfliche Kreuz des Bistums Mainz angebracht.

## Kreuzallee

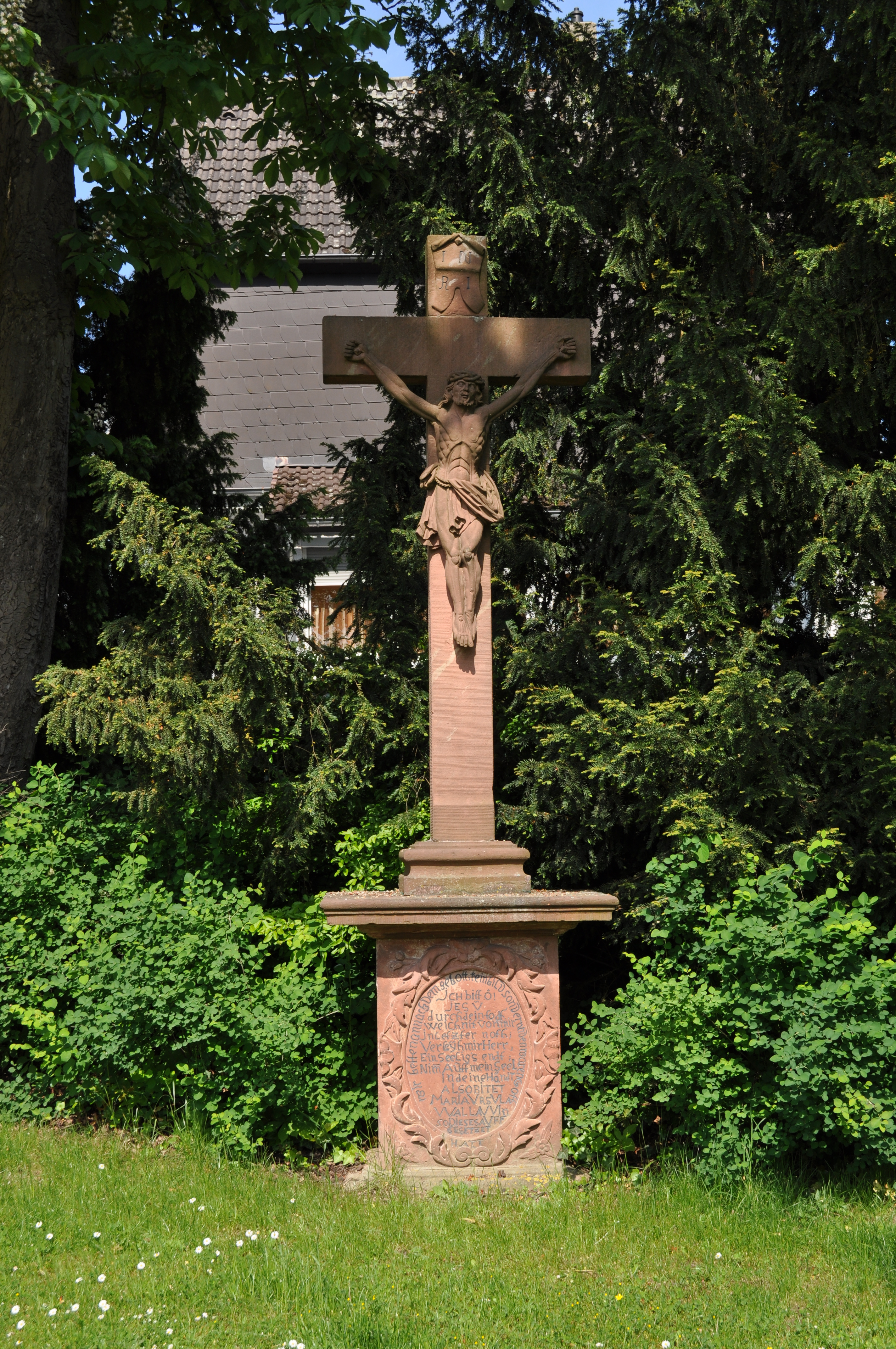
Kreuz von 1739

Entlang der Adenauerallee und Frankfurter Landstraße befindet sich die Kreuzallee, ein Weg, an dem sieben Stationen des Kreuzweges Jesu durch Kreuze dargestellt sind. Der Bau entstand durch eine Stiftung des Vikars Nikolaus Kirsch 1712. Den Anfang des Weges bildet ein 1723 errichtetes Kreuz mit noch kaum lesbarer Inschrift. Das Ende bildet ein hervorragend erhaltenes Kreuz von 1739. Diese befindet sich heute außerhalb des Friedhofs in einer Grünanlage an der Homburger Landstraße. Eine kleine Marienkapelle in der Mitte des Weges, wurde 1904 abgerissen, um für den Gordon-Bennett-Cup Platz zu schaffen.
In der Mitte des Friedhofs befindet sich der große Kalvarienberg. Der Überlieferung nach wurde er Anfang des 17. Jahrhunderts erbaut. Die Kreuze auf dem Sockel jedoch wurden wahrscheinlich 1802 erneuert.

## Trauerhalle

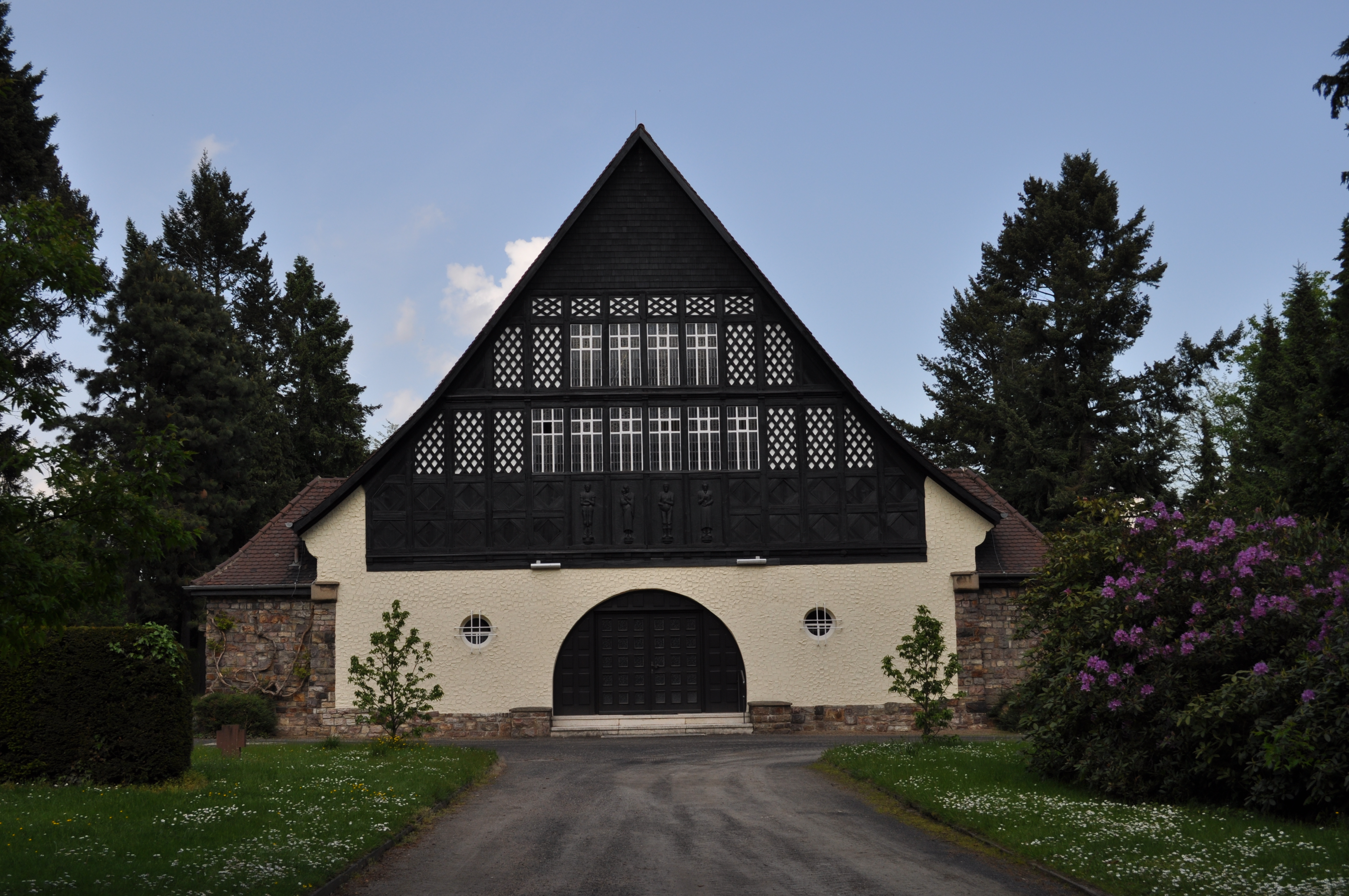
Trauerhalle

Die große Trauerhalle aus dem Jahre 1939 mit der auffälligen Verkleidung aus dunklen Holzschnitzereien prägt den Friedhof von allen Seiten. Diese schuf Kurt Winter.
Auf dem Friedhof befinden sich die Gräber vieler Oberurseler Honoratioren, wie zum Beispiel das des ehemaligen Bürgermeisters und Ehrenbürgers Oberursels Josef Füller. Ihre letzte Ruhestätte haben hier auch der deutsche Politiker und Sozialreformer Rudolf Schwander mit Familie, der frühere Hessische Innenminister Ekkehard Gries und der frühere Landtagsabgeordnete Rudolf Kurtz gefunden.